# SS-Standartenführer

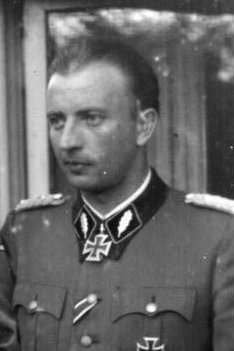
Hermann Fegelein mit Dienstgradabzeichen eines SS-Standartenführers

Der SS-Standartenführer (kurz: Staf; Ansprache: Standartenführer) war ein Führerrang der Schutzstaffel (SS) der Dienstgradgruppe der Stabsoffiziere, der im militärischen Ranggefüge mit einem Oberst vergleichbar war.
Der Rang Standartenführer war für die kommandierenden Führer der SS-Standarten vorgesehen, die jeweils aus drei bis vier SS-Sturmbannen bestanden und eine Normstärke zwischen 1000 und 3000 Mann hatten. In der Waffen-SS befehligten Standartenführer üblicherweise ein Regiment (Gliederung analog zum Heer).
Bei den Abbildungen werden die Rangabzeichen oder Dienstgradabzeichen gezeigt, die als Schulterstücke, aber auch als Kragenspiegel oder Kragenpatte, getragen wurden. Die ab Standartenführer aufwärts nunmehr spiegelgleichen Kragenspiegel mit dem Rangabzeichen wurden an der feldgrauen Uniformjacke der Waffen-SS oder der grauen Feldbluse getragen.

## Rangfolge und Insignien
Dieser SS-Rang war dem SA-Standartenführer gleichgestellt, auch dem damaligen Oberst, und war niedriger als der SS-Oberführer der Waffen-SS. Die Schulterstücke eines Obersts wurden ausschließlich in den Verbänden der Waffen-SS bzw. ihrer Vorgängerorganisationen bei Unterstellung unter das Heer getragen, erstmals beim Einmarsch in Österreich 1938. Die Unterlage der Schulterstücke war in der für Offiziere der Waffen-SS festgelegten Waffenfarbe gehalten. 
Im Zuge der Dienstgradangleichung wurde der Rang den Obersten der Schutzpolizei, der Gendarmerie und der Gemeindepolizei, Ministerialräten der Polizeiverwaltung, Polizeipräsidenten und Regierungs- und Kriminaldirektoren der Sicherheitspolizei (Gestapo und Kripo) verliehen.
Bis Kriegsende 1945 erreichten 621 SS-Angehörige den Rang eines „SS-Standartenführers“.
| Dienstgrad                        |                            |                      |
| niedriger: SS-Obersturmbannführer | SS-Standartenführer (Staf) | höher: SS-Oberführer |

Rangabzeichen SS-Standartenführer der Waffen-SS
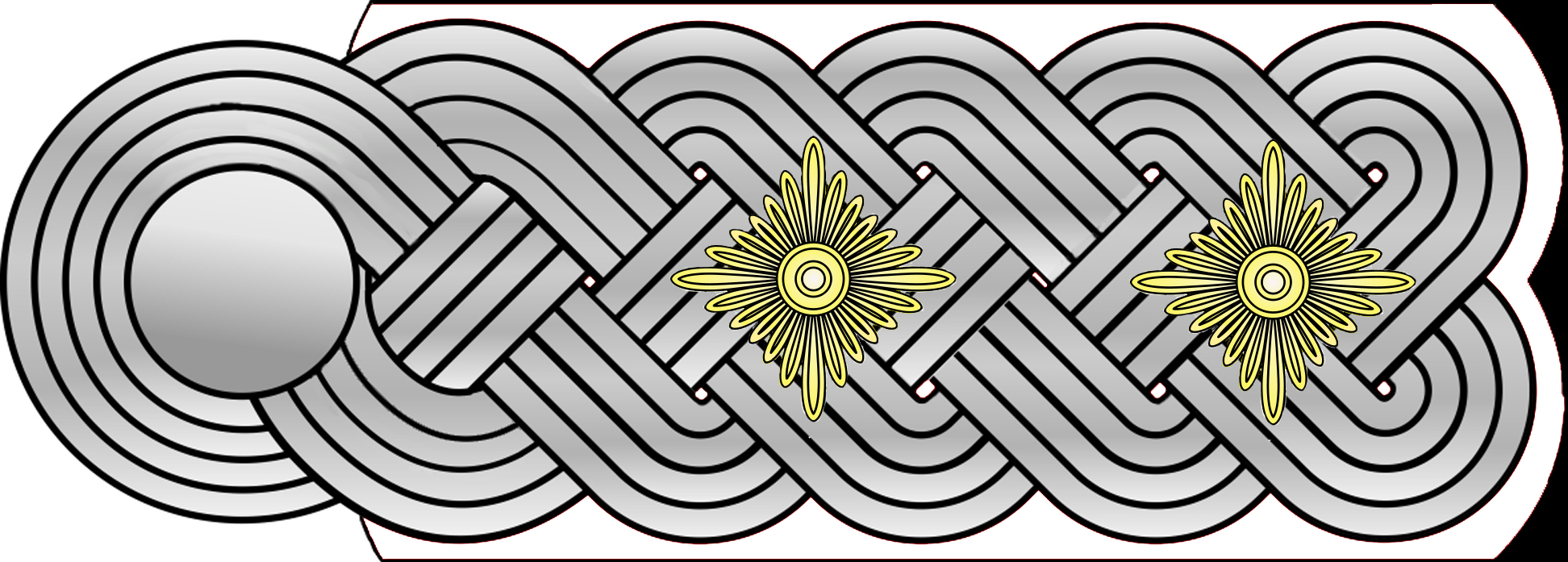
Schulterstück (Waffenfarbe Weiß: Infanterie)
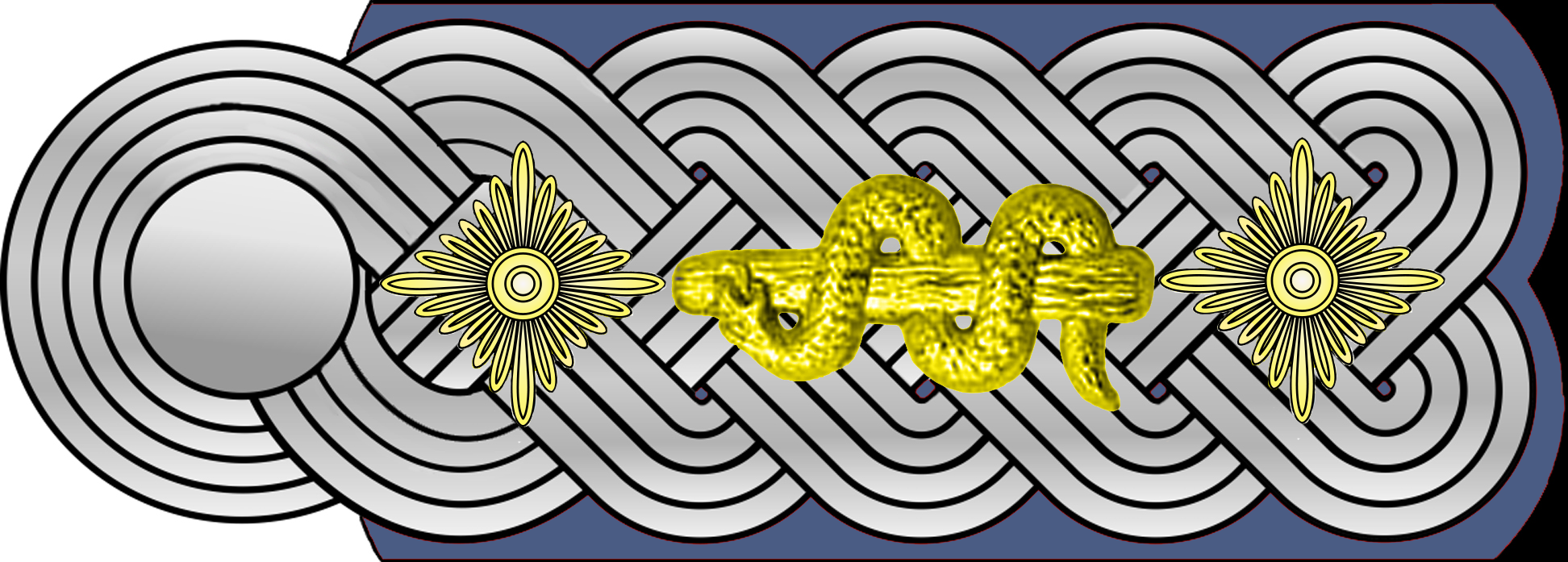
Schulterstück (Waffenfarbe Kornblumenblau: SS-Sanitätstruppe)
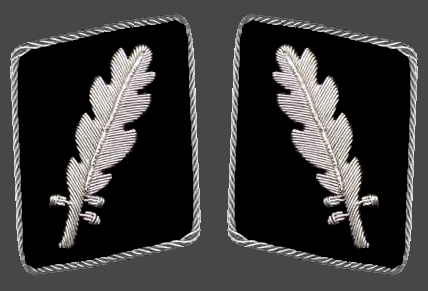
Kragenspiegel
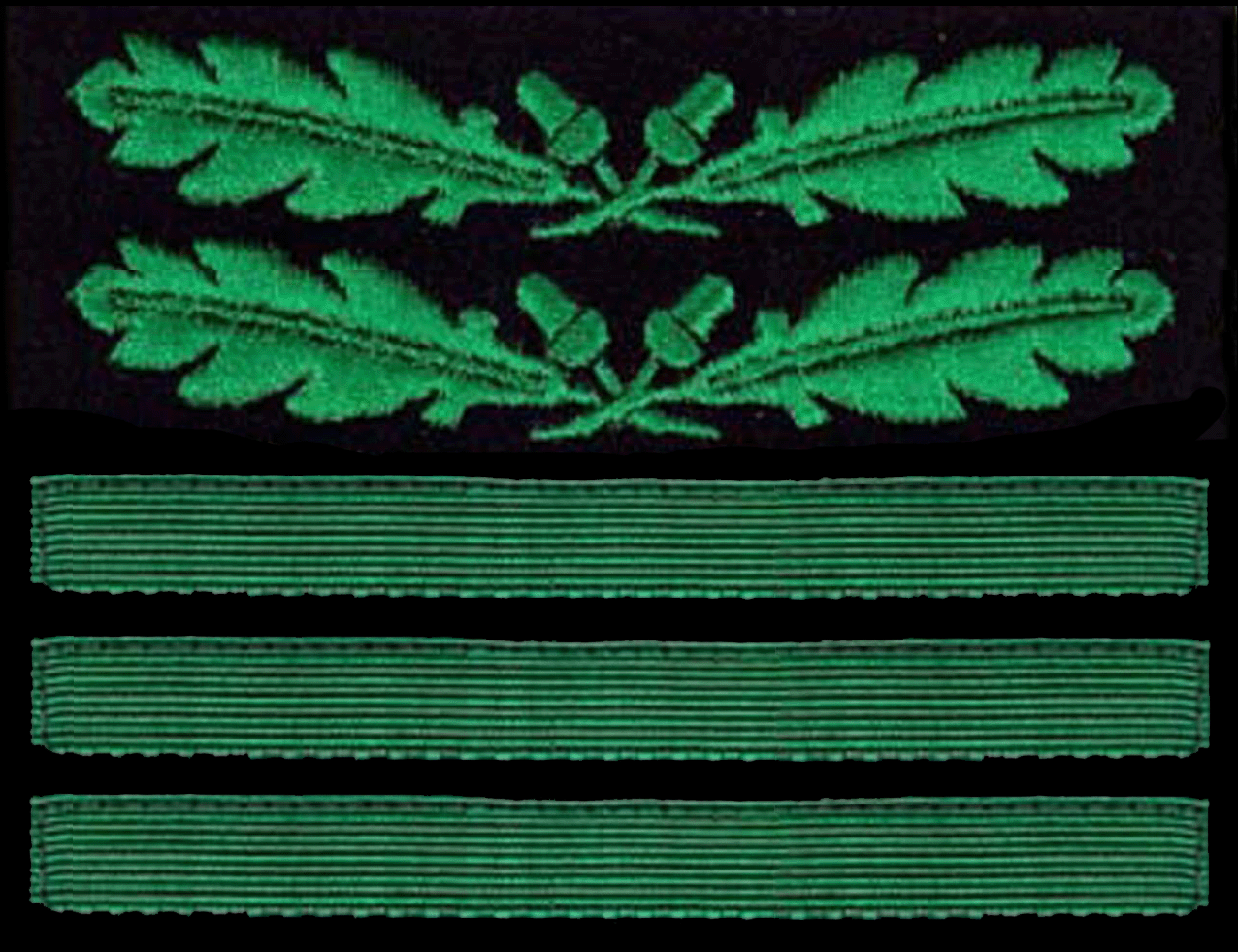
Ärmelabzeichen Tarnanzug